# Laisa
Laisa ist ein Stadtteil von Battenberg (Eder) im nordhessischen Landkreis Waldeck-Frankenberg. Der Ort liegt im Ederbergland an der B 253.

## Geschichte

### Ortsgeschichte
Das Dorf wurde erstmals 778 als „Lihesi“ im Zusammenhang mit einer Schlacht zwischen den Franken und Sachsen erwähnt. In erhaltenen Urkunden wurde der Ort unter folgenden Namen erwähnt (in Klammern das Jahr der Erwähnung):
„Lihesi“ (778), „Lichisin“ (802/817), „Liêse“ (831/850), „Lesen“ (1290), „Lyse“ (1291), „Lysen/Leysen“ (1296), „Leysen“ (1577), „Leussa“ (1712), „Leysen“ (1708/10) und „Leisa“ (19./Anfang 20. Jahrhundert).
Das fränkische Heer soll sich einer Sage nach einen Tagesmarsch weit entfernt südlich bei Bottenhorn auf den Bottenhorner Hochflächen versammelt haben, bevor es auf der Heerstraße (Altstraße auf der Perf/Dautphe-Wasserscheide verlaufend) zur Schlacht zog. Diese Schlacht fand in unmittelbarer Nähe von Laisa statt.
Weitere Zeugnisse sind für das Jahr 1226 bekannt, als sich das Dorf im Besitz der Grafen von Battenberg befand. 1291 erfolgte der Besitzwechsel zum Erzbistum Mainz. Im Jahr 1296 wurde die Kirche erstmals urkundlich erwähnt. Im Jahr 1464 kam Laisa an die Landgrafschaft Hessen. 1624 wurde die Landgrafschaft Hessen-Darmstadt, aus der 1806 das Großherzogtum Hessen wurde, neuer Besitzer des Ortes.
Die Statistisch-topographisch-historische Beschreibung des Großherzogthums Hessen berichtet 1830 über Laisa:

„Leisa (L. Bez. Battenberg) evangel. Filialdorf; liegt 3⁄4 St. von Battenberg, hat 1 Kirche, 53 Häuser und 332 Einwohner, die bis auf 1 Katholiken evangelisch sind. – Leisa wurde durch die Niederlage bekannt, die die Sachsen im Jahr 778 in der Gegend erlitten haben. Die meisten Schriftsteller nennen den Ort der Niederlage Liesi oder Lihesi (Leisa) und den benachbarten Fluß Adarnia oder Aderna (Eder). Nur einer nennt Baddenfeldum, Adernam juxta fluvium. Aber diese beiden Orte liegen so nahe beisammen, daß füglich einer für den andern, als den Ort der Niederlage gesetzt werden konnte. Leisa kam mit andern Orten, 1291, an das Erzstift Mainz, und wahrscheinlich durch Verpfändung, 1464, an den Landgrafen Heinrich III. Die Kapelle erhielt 1296 zu ihrer Unterstützung einen Ablaß, der aber zugleich zur Ausbesserung der Kirche zu Bromskirchen verwendet wurde.“

1838 wurde hier eine erste Eisenerzgrube eröffnet; sie blieb bis 1880 in Betrieb. 1866 wurde Laisa mit dem gesamten Hessischen Hinterland preußisch. 1868 vernichtete ein Brand nahezu das komplette Dorf. 1921 erhielt es eine Stromversorgung. 1926 wurde eine Wasserleitung gebaut. 1932 wurde der Ort dem Amt Battenberg zugeteilt.
Hessische Gebietsreform (1970–1977)
Zum 1. Februar 1971 wurde im Zuge der Gebietsreform in Hessen die bis dahin selbstständige Gemeinde Laisa auf freiwilliger Basis in die Stadt Battenberg eingemeindet. Für Laisa, sowie für alle ehemals eigenständigen Gemeinden und die Kerngemeinde, wurden ein Ortsbezirk mit Ortsbeirat und Ortsvorsteher eingerichtet.

### Verwaltungsgeschichte im Überblick
Die folgende Liste zeigt die Staaten und Verwaltungseinheiten, denen Laisa angehört(e):
- um 1400 und später: Heiliges Römisches Reich, Kurfürstentum Mainz, Amt Battenberg (zeitweise verpfändet)
- ab 1464: Heiliges Römisches Reich, Landgrafschaft Hessen, Amt Battenberg
- ab 1567: Heiliges Römisches Reich, Landgrafschaft Hessen-Marburg, Amt Battenberg[9]
- 1604–1648: strittig zwischen Hessen-Kassel und Hessen-Darmstadt (Hessenkrieg)
- ab 1604: Heiliges Römisches Reich, Landgrafschaft Hessen-Kassel, Amt Battenberg
- ab 1627: Heiliges Römisches Reich, Landgrafschaft Hessen-Darmstadt,Oberfürstentum Hessen, Amt Battenberg[10]
- ab 1806: Großherzogtum Hessen,[Anm. 2] Fürstentum Oberhessen, Amt Battenberg[11]
- ab 1815: Großherzogtum Hessen, Provinz Oberhessen, Amt Battenberg
- ab 1821: Großherzogtum Hessen, Provinz Oberhessen, Landratsbezirk Battenberg[Anm. 3]
- ab 1832: Großherzogtum Hessen, Provinz Oberhessen, Kreis Biedenkopf
- ab 1848: Großherzogtum Hessen, Regierungsbezirk Biedenkopf
- ab 1852: Großherzogtum Hessen, Provinz Oberhessen, Kreis Biedenkopf
- ab 1867: Königreich Preußen,[Anm. 4] Provinz Hessen-Nassau,  Regierungsbezirk Wiesbaden, Kreis Biedenkopf (übergangsweise Hinterlandkreis)[10]
- ab 1871: Deutsches Reich, Königreich Preußen, Provinz Hessen-Nassau, Regierungsbezirk Wiesbaden, Kreis Biedenkopf
- ab 1918: Deutsches Reich, Freistaat Preußen, Provinz Hessen-Nassau, Regierungsbezirk Wiesbaden, Kreis Biedenkopf
- ab 1932: Deutsches Reich, Freistaat Preußen, Provinz Hessen-Nassau, Regierungsbezirk Kassel, Landkreis Frankenberg
- ab 1944: Deutsches Reich, Freistaat Preußen, Provinz Kurhessen, Landkreis Frankenberg
- ab 1945: Deutsches Reich, Amerikanische Besatzungszone, Groß-Hessen, Regierungsbezirk Kassel, Landkreis Frankenberg
- ab 1946: Deutsches Reich, Amerikanische Besatzungszone, Hessen, Regierungsbezirk Kassel, Landkreis Frankenberg
- ab 1949: Bundesrepublik Deutschland, Hessen, Regierungsbezirk Kassel, Landkreis Frankenberg
- ab 1972: Bundesrepublik Deutschland, Hessen, Regierungsbezirk Kassel, Landkreis Frankenberg, Stadt Battenberg (Eder)
- ab 1974: Bundesrepublik Deutschland, Hessen, Regierungsbezirk Kassel, Landkreis Waldeck-Frankenberg, Stadt Battenberg (Eder)

### Einwohnerentwicklung
| • 1577: | 039 Hausgesesse          |
| • 1629: | 032 Haushaltungen        |
| • 1712: | 046 Haushaltungen        |
| • 1791: | 271 Einwohner            |
| • 1800: | 274 Einwohner            |
| • 1806: | 280 Einwohner, 51 Häuser |
| • 1829: | 332 Einwohner, 53 Häuser |

| Laisa: Einwohnerzahlen von 1791 bis 2015 | Laisa: Einwohnerzahlen von 1791 bis 2015 | Laisa: Einwohnerzahlen von 1791 bis 2015 | Laisa: Einwohnerzahlen von 1791 bis 2015 | Laisa: Einwohnerzahlen von 1791 bis 2015 |
| --- | ---------------------------------------- | ---------------------------------------- | ---------------------------------------- | ---------------------------------------- |
| Jahr |                                          |                                          |                                          | Einwohner                                |
| 1791 | 1791                                     |                                          | 271                                      | 271                                      |
| 1800 | 1800                                     |                                          | 274                                      | 274                                      |
| 1806 | 1806                                     |                                          | 280                                      | 280                                      |
| 1829 | 1829                                     |                                          | 332                                      | 332                                      |
| 1834 | 1834                                     |                                          | 355                                      | 355                                      |
| 1840 | 1840                                     |                                          | 367                                      | 367                                      |
| 1846 | 1846                                     |                                          | 440                                      | 440                                      |
| 1852 | 1852                                     |                                          | 424                                      | 424                                      |
| 1858 | 1858                                     |                                          | 436                                      | 436                                      |
| 1864 | 1864                                     |                                          | 421                                      | 421                                      |
| 1871 | 1871                                     |                                          | 380                                      | 380                                      |
| 1875 | 1875                                     |                                          | 436                                      | 436                                      |
| 1885 | 1885                                     |                                          | 390                                      | 390                                      |
| 1895 | 1895                                     |                                          | 391                                      | 391                                      |
| 1905 | 1905                                     |                                          | 374                                      | 374                                      |
| 1910 | 1910                                     |                                          | 363                                      | 363                                      |
| 1925 | 1925                                     |                                          | 395                                      | 395                                      |
| 1939 | 1939                                     |                                          | 399                                      | 399                                      |
| 1946 | 1946                                     |                                          | 558                                      | 558                                      |
| 1950 | 1950                                     |                                          | 513                                      | 513                                      |
| 1956 | 1956                                     |                                          | 507                                      | 507                                      |
| 1961 | 1961                                     |                                          | 507                                      | 507                                      |
| 1967 | 1967                                     |                                          | 541                                      | 541                                      |
| 1980 | 1980                                     |                                          | ?                                        | ?                                        |
| 1990 | 1990                                     |                                          | ?                                        | ?                                        |
| 2000 | 2000                                     |                                          | ?                                        | ?                                        |
| 2011 | 2011                                     |                                          | 564                                      | 564                                      |
| 2015 | 2015                                     |                                          | 568                                      | 568                                      |
| Datenquelle: Historisches Gemeindeverzeichnis für Hessen: Die Bevölkerung der Gemeinden 1834 bis 1967. Wiesbaden: Hessisches Statistisches Landesamt, 1968. Weitere Quellen: ; Zensus 2011 |                                          |                                          |                                          |                                          |

### Historische Religionszugehörigkeit
| • 1829: | 331 evangelische (= 99,70 %), ein katholischer (= 0,30 %) Einwohner |
| • 1885: | 390 evangelische (= 100 %) Einwohner                                |
| • 1961: | 445 evangelische (= 87,77 %), 50 katholische (= 9,86 %) Einwohner   |

## Kultur und Sehenswürdigkeiten

### Dorfkirche

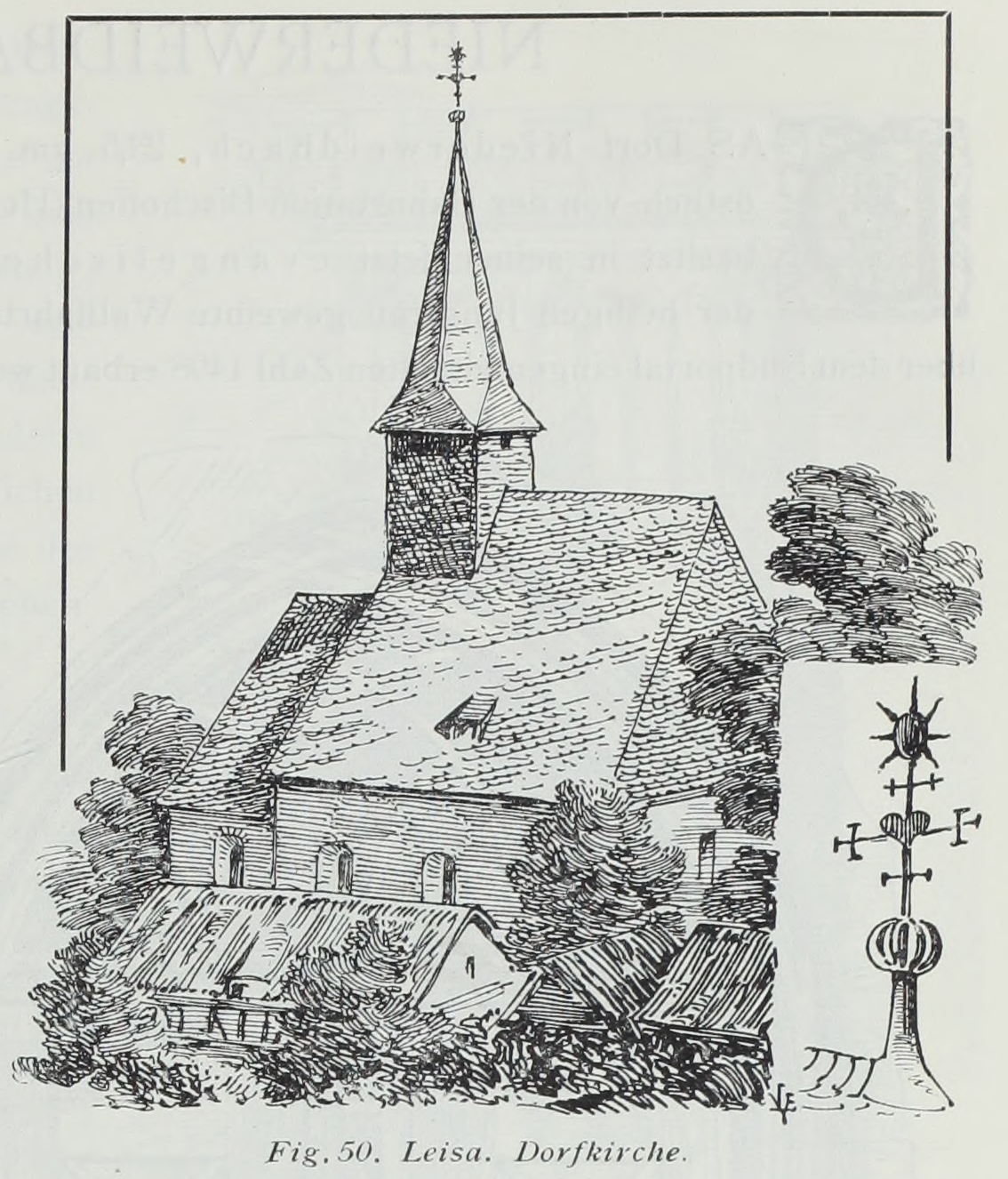
Dorfkirche, Ansicht und Turmkreuz (vor 1910)

Ferdinand Luthmer schrieb über die Dorfkirche:

„Die Dorfkirche von Leisa, 12 km nordöstlich von Biedenkopf, 2,5 km südlich von Battenberg, dürfte ihre Entstehungszeit an einen 1296 erteilten Ablass knüpfen, wenn auch die primitiven Formen des Schiffs keine genauere Bestimmung zulassen. Der Chor ist laut Inschrift 1723 erbaut. Das Langhaus ist durch zwei sehr nahe an die Seitenwände gerückte Rundpfeiler mit schlichtem Schmiegengesims in drei gleichhohe Schiffe geteilt, mit rippenlosen, roh gemauerten Gewölben, deren Gräte im Scheitel kuppelartig zusammenlaufen. Von den ursprünglichen kleinen Rundbogenfenstern ist nur in der Nordwand eins erhalten. Nach Westen schliesst sich an das Langhaus ein flachgedeckter schmaler Raum, der in der Westwand drei Schiesscharten hat. Der Chorbogen ist spitzbogig und ungegliedert. Über ihm ein viereckiger, beschieferter Dachreiter mit ins Achteck übergeführtem Helm; auf dem First des Chordachs eine eiserne Spitze mit sogenanntem Wiederkreuz, Herz und Sonne.“

### Rückersfest

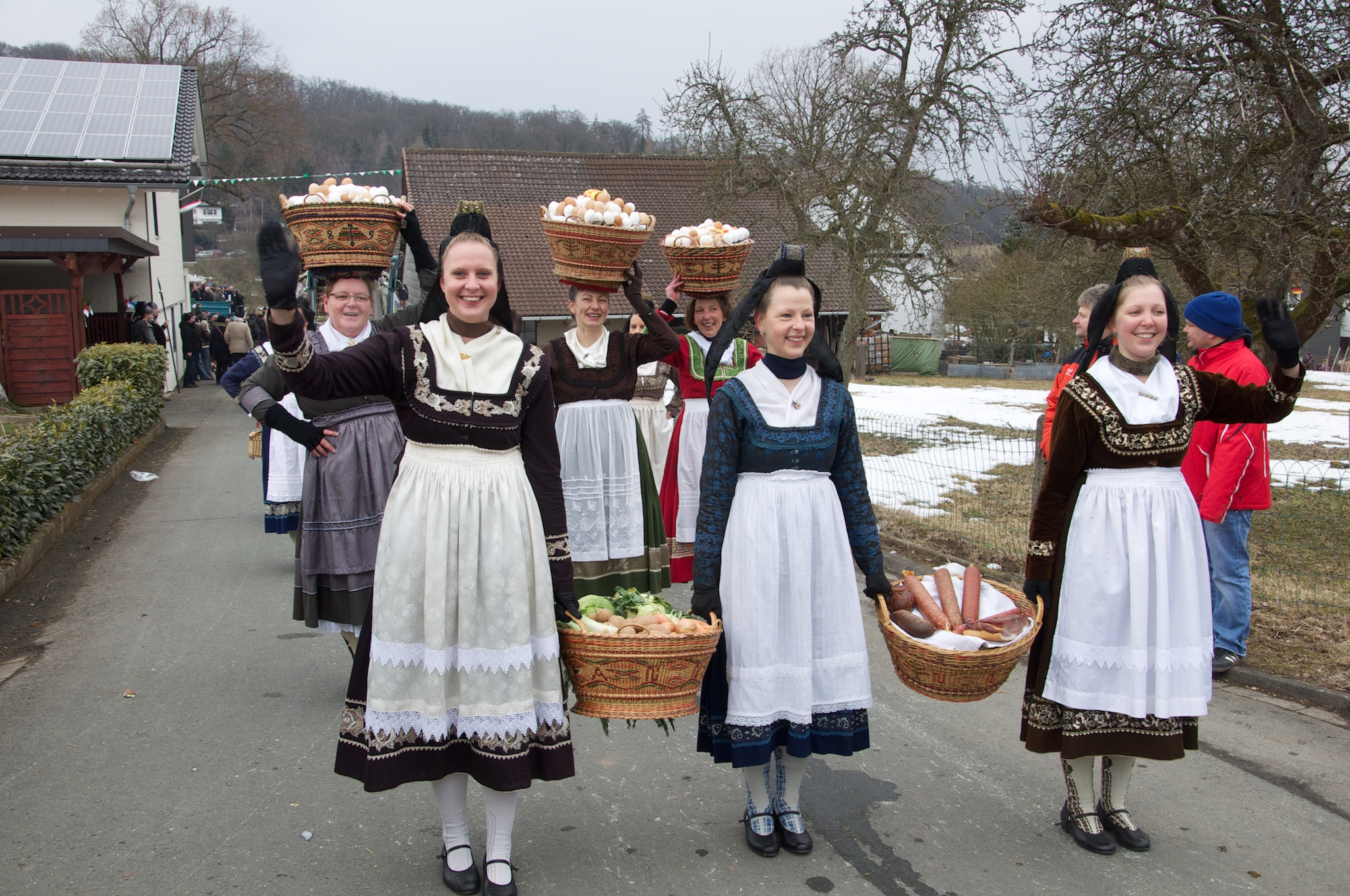
Frauen in sog. evangelischer Marburger Tracht beim Rückersfestzug 2013

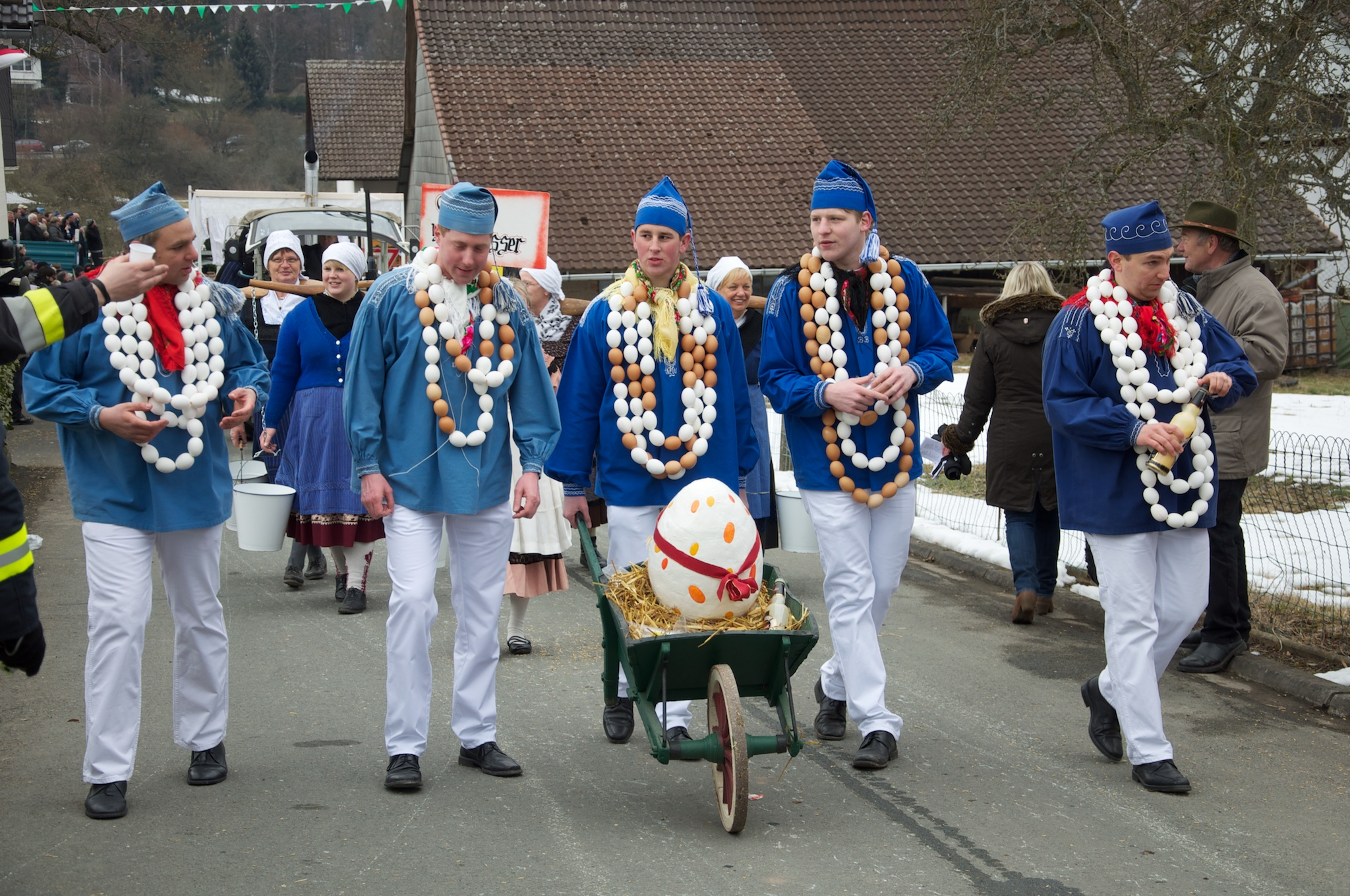
Junge Männer in Tracht beim Rückersfestzug 2013

Alle sieben Jahre zu Ostern wird im Ort das Rückersfest gefeiert. Einer der Höhepunkte ist der große Festumzug, bei dem viele Dorfbewohner in örtlicher Tracht durch den Ort ziehen. Die Tradition des Rückersfests lässt sich bis ins Jahr 1842 nachweisen, ist aber wohl deutlich älter. Symbol des Festes ist die Rückersfigur, eine fast drei Meter lange Holzfigur eines pflügenden Bauern mit Knecht hinter einem Gespann mit fünf Pferden. Beim Rückersstecken, das immer am 9. März stattfindet, wird der Rückers erstmals nach sieben Jahren wieder hervorgeholt und auf dem Dachfirst des Alten Rathauses – des heutigen Heimatmuseums – angebracht, wo er 40 Tage lang bleibt, um auf das Rückersfest am Osterwochenende hinzuweisen.
Das für den 11.–13. April 2020 geplante Rückersfest wurde wegen der COVID-19-Pandemie zunächst mehrfach verschoben und schließlich abgesagt. Das nächste Rückersfest soll 2027 stattfinden.